# Roland Martin
Roland Martin  (5 de abril de 1912 en Chaux-la-Lotière (Alto Saona) - 14 de enero de 1997 en Dijon) (84 años) fue un arqueólogo francés, miembro de la Escuela Francesa de Atenas de 1938 a 1946, y autor en 1951 de una obra de referencia sobre el ágora griega. Recibió en 1981 la medalla de oro del CNRS.